# Nhà thờ Thánh Ludmila

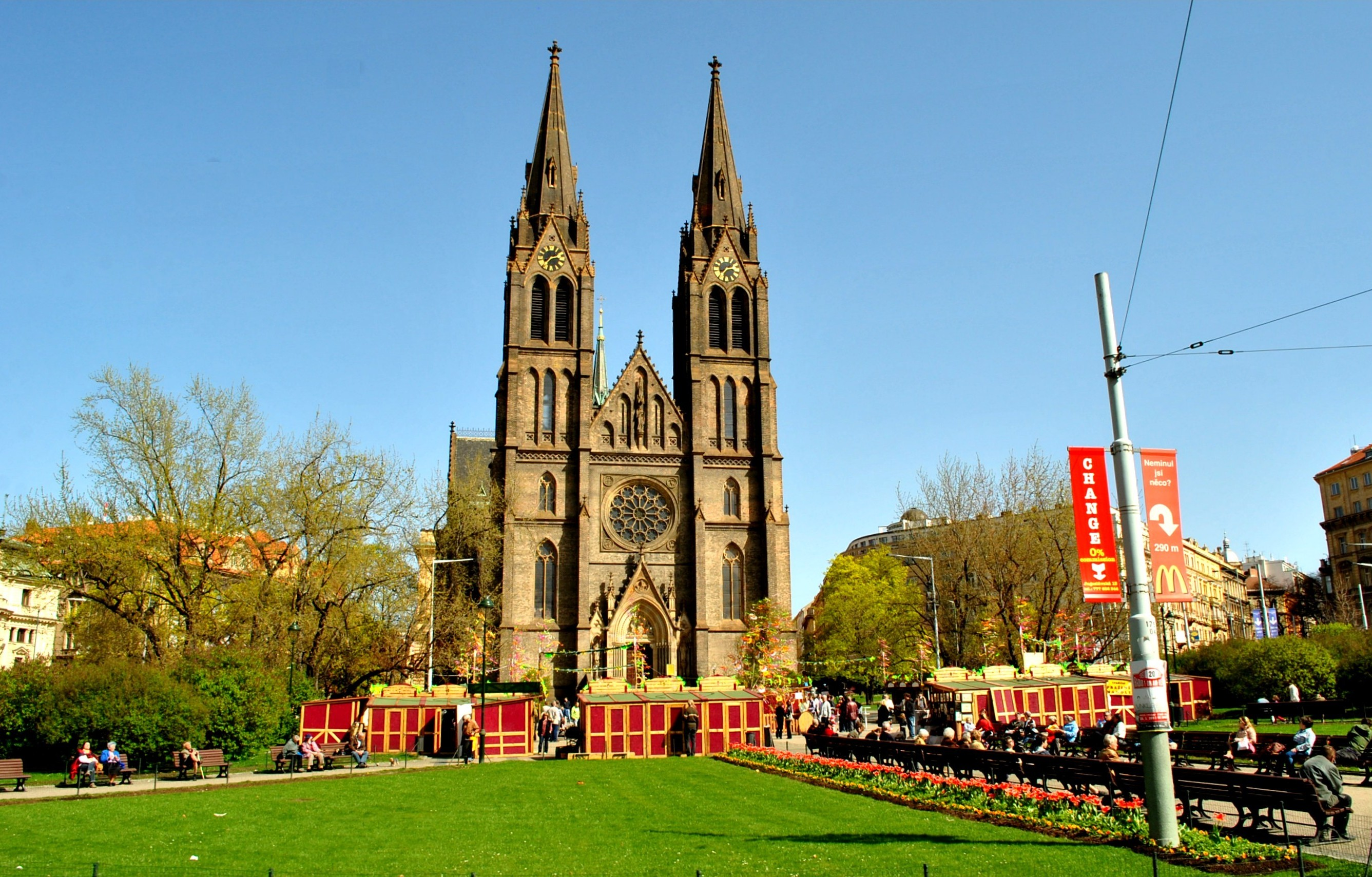
Nhà thờ Thánh Ludmila, Quảng trường Hòa bình

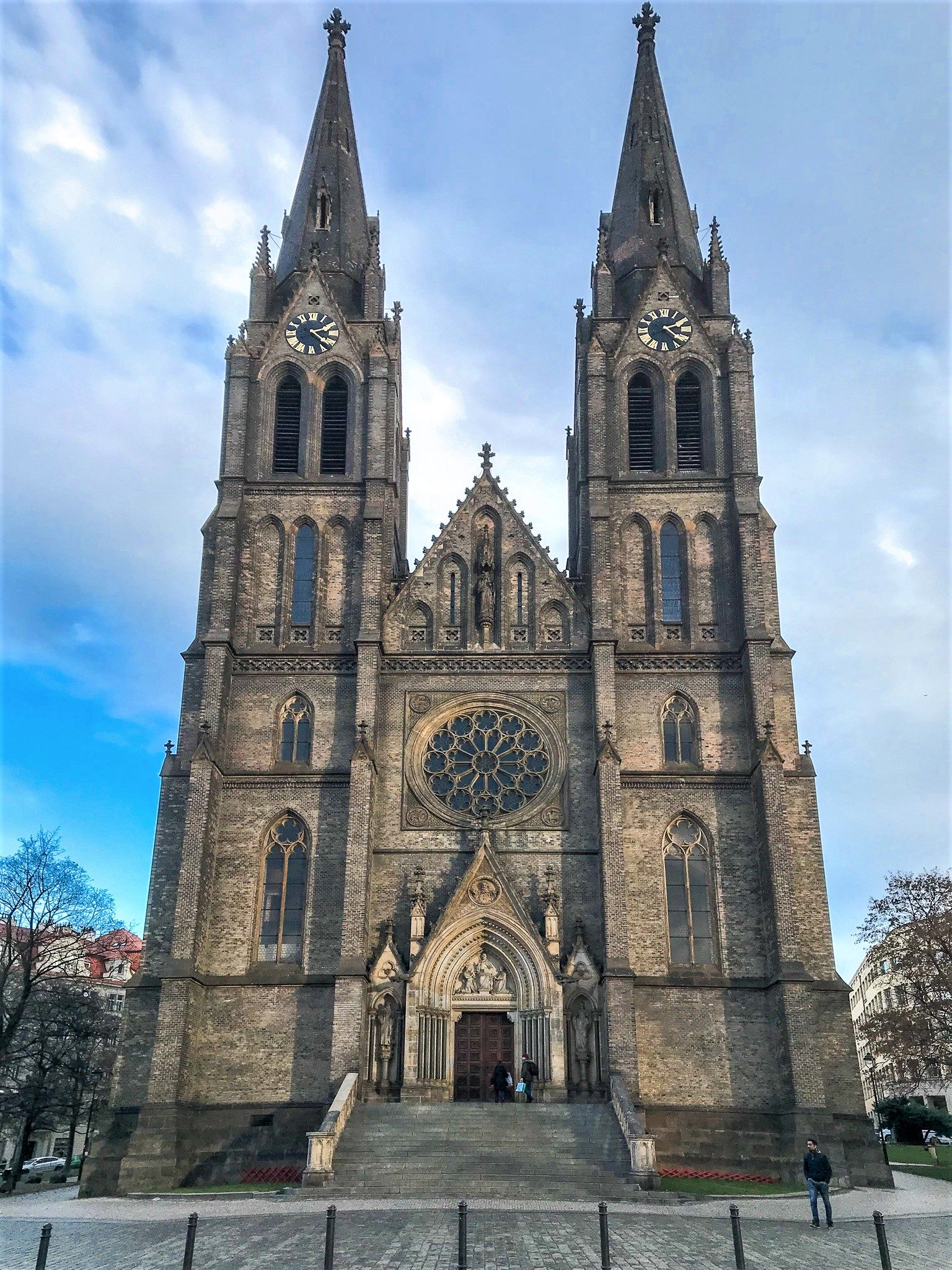
Nhà thờ Thánh Ludmila (nhìn từ phía trước)

Nhà thờ Thánh Ludmila (tiếng Séc: Kostel svaté Ludmily) là một nhà thờ Công giáo La Mã theo kiến trúc tân Gothic tại Náměstí Míru (Quảng trường Hòa bình) ở Quận Vinohrady của Thủ đô Praha. Nhà thờ xây dựng vào năm 1888–1892 dựa trên bản thiết kế của kiến trúc sư Josef Mocker, nhằm vinh danh Vị Thánh Ludmila của Bohemia.
Nhà thờ là một Vương cung thánh đường có ba lối đi làm bằng gạch nung và một gian giữa có hình dạng cây thánh giá. Mặt trước của nhà thờ có hai tòa tháp hình lăng trụ cao 60,5 m, có chuông và một đầu hồi có cổng thông với lối vào chính. Màu sắc của nội thất bên trong là do ánh sáng xuyên qua các cửa sổ kính màu, chúng được tạo ra dựa trên các bức tranh hoạt hình của các họa sĩ nổi tiếng František Sequens, Adolf Liebscher, František Urban và František Ženíšek. Ngoài ra, các tác phẩm điêu khắc của các nghệ sĩ quốc gia Josef Václav Myslbek, Josef Čapek và František Ženíšek cũng góp phần tạo nên kiến trúc độc đáo của nhà thờ.
Sau một khoảng thời gian hoạt động, nhà thờ bị đóng cửa để phục vụ cho việc xây dựng công trình tàu điện Metro ở Thủ đô Praha. Từ năm 1974–1992, công cuộc tái thiết nhà thờ bắt đầu, với hạng mục chính là gian giữa ở phía nam (hoàn thành vào tháng 12 năm 1984). Vào ngày 16 tháng 9 năm 1992, ngày tôn kính Thánh Ludmila, toàn bộ nhà thờ được mở cửa trở lại trong buổi lễ cung hiến bàn thờ mới do Đức Hồng Y Miloslav Vlk chủ sự. Vào ngày 3 tháng 9 năm 1993, tiếng chuông lại vang lên trên các ngọn tháp của nhà thờ.
Hiện nay, không gian phía trước của nhà thờ trở thành nơi diễn ra các sự kiện của thành phố như hội chợ Giáng sinh, Lễ Phục sinh và các buổi hòa nhạc ngoài trời. Kể từ năm 2013, việc chiếu hình lên nhà thờ được thực hàng năm vào tháng 10 trong lễ hội Tín hiệu. Nhà thờ chỉ mở cửa cho khách tham quan trong các dịch vụ.